# Dendrocereus nudiflorus
A Dendrocereus nudiflorus egy fatermetű kaktuszfaj, mely méretei miatt gyűjteményekben nem található meg, élőhelyén pedig a kipusztulás fenyegeti.

## Jellemzői
7–10 m magas fává növő faj, törzse 1 m magas és 60 cm átmérőjű lehet, hajtásai mélyzöld színűek, 120 mm szélesek, 3-5 bordára tagolódnak, szélük hullámos, areoláin (0-) 2-15, 40 mm-nél rövidebb tövist hordoz, a kifejlett egyedek hajtásai gyakran tövismentesek. Virágai 100–120 mm szélesre nyílnak, fehérek, a tölcsér fehéren gyapjas. Termése tojásdad alakú, 80–120 mm hosszú, zöld, kopasz, kemény bogyó.

## Elterjedése
Mindössze öt különböző helyről ismert Kuba szigetén, de ezeken a helyeken sem gyakori. Fiatal egyedei csupán egyetlen előfordulási helyén ismertek. A fajt veszélyezteti élőhelyének elvesztése és a fiatal egyedek hiánya.